# Carrollton (Texas)
Carrollton é uma cidade localizada no estado norte-americano do Texas, no Condado de Collin e Condado de Dallas e Condado de Denton.

## Demografia
Segundo o censo norte-americano de 2000, a sua população era de 109.576 habitantes.
Em 2006, foi estimada uma população de 121.604, um aumento de 12028 (11.0%).

## Geografia
De acordo com o United States Census Bureau tem uma área de 95,0 km², dos quais 94,5 km² cobertos por terra e 0,5 km² cobertos por água. Carrollton localiza-se a aproximadamente 131 m acima do nível do mar.

## Localidades na vizinhança
O diagrama seguinte representa as localidades num raio de 12 km ao redor de Carrollton.